# ベンジャミン・ウォルフィッシュ
ベンジャミン・ウォルフィッシュ（Benjamin Wallfisch、1979年8月7日 - ）は、イギリスの作曲家、指揮者。
ロンドン出身。ドイツ系ユダヤ人の家系で、父ラファエル・ウォルフィッシュはチェリスト、祖母アニタ・ラスカー・ウォルフィッシュはアウシュヴィッツの女性のオーケストラの元メンバーだった。
5歳からピアノを始め、6歳から指揮を始める。ギルドホール音楽演劇学校、王立ノーザン音楽大学 (Royal Northern College of Music）とマンチェスター大学に学び、卒業後、指揮者としてイギリス内外で活動。
2004年に映画音楽作曲家デビュー、ハンス・ジマー主宰のリモート・コントロール・プロダクションに所属して活動している。

## 主なフィルモグラフィ
- 『ディア・ウェンディ』 - Dear Wendy (2005年)
- 『DATSUGOKU ～脱獄～（英語版）』 - The Escapist (2008年)
- 『ハリケーンアワー』 - Hours (2013年)
- 『2月の夏（英語版）』 - Summer In February (2013年)
- 『GAMBA ガンバと仲間たち』 - (2015年) 日本のアニメ映画
- 『PRESSURE/プレッシャー』 - Pressure (2015年)
- 『ライト/オフ』 - Lights Out (2016年)
- 『ウィズイン/恐怖が潜む家』 - Crawlspace (2016年)
- 『キュア 〜禁断の隔離病棟〜』 - A Cure for Wellness (2016年)
- 『ドリーム』 - Hidden Figures (2016年) ※ハンス・ジマー、ファレル・ウィリアムスと共作
- 『ビター・ハーベスト』 - Bitter Harvest (2017年)
- 『アナベル 死霊人形の誕生』 - Annabelle: Creation (2017年)
- 『IT/イット “それ”が見えたら、終わり。』 - It (2017年)
- 『ブレードランナー 2049』 - Blade Runner 2049 (2017年) ※ハンス・ジマーと共作
- 『キング・オブ・シーヴズ』 - King of Thieves (2018年)
- 『ダーケスト・マインド』 - The Darkest Minds (2018年)
- 『バニシング』 - The Vanishing / Keepers (2018年)
- 『セレニティー:平穏の海』 - Serenity (2019年)
- 『シャザム!』 - Shazam! (2019年)
- 『ヘルボーイ』 - Hellboy (2019年)
- 『IT/イット THE END “それ”が見えたら、終わり。』 - It Chapter Two (2019年)
- 『透明人間』 - The Invisible Man (2020年)
- 『ムクドリ』 - The Starling (2021年)
- 『13人の命』 - Thirteen Lives (2022年)
- 『ザ・フラッシュ』 - The Flash (2023年)
- 『ツイスターズ』  - Twisters (2024年)
- 『エイリアン:ロムルス』  - Alien: Romulus (2024年)
- 『クレイヴン・ザ・ハンター』 -  Kraven the Hunter (2024年)
- Wolf Man (2025年)